# Emme (cantante)
Mariela Victoria Vitale Condomí (Buenos Aires, 20 de diciembre de 1982), conocida artísticamente como Emme, es una actriz y cantante argentina.

## Biografía
Es hija del compositor y músico Lito Vitale y la cantante, compositora y música Verónica Condomí. Por parte de padre, es sobrina de la cantante, compositora y música Liliana Vitale y prima del actor Camilo Cuello Vitale.
Comenzó su carrera musical a principios de la década de 2000, enfocándose en el hip-hop y el R&B, y colaborando junto a Dante Spinetta en la creación de varias canciones de ese género. En mayo de 2006 apareció como conejita de Playboy para la portada de la revista hómonima en su edición argentina.
A fines de 2018 publicó un nuevo sencillo llamado "nsysv" ("no soy yo, sos vos") volviendo a sus raíces del R&B y planeando lanzar un nuevo álbum en 2019, el cual no se concretó hasta la actualidad.
Desde 2022 participa como corista y cantante de la banda de Fito Páez, con quien realizó una presentación en vivo para la edición 2023 del Festival de Viña del Mar, en la cual fueron ovacionados por el público.

## Filmografía

### Televisión
| Año  | Título                           | Personaje                                                                    | Canal         |
| ---- | -------------------------------- | ---------------------------------------------------------------------------- | ------------- |
| 2005 | Una familia especial             | Carola                                                                       | Canal 13      |
| 2005 | Casados con hijos                | Sofía Ribarrios (Episodio: "El inspector Pepe y el caso del ojo del faraón") | Telefe        |
| 2006 | Al límite                        | Nata Rimoldi (Episodio: "Grandes éxitos")                                    | Telefe        |
| 2009 | Botineras                        | Irma Fonseca / Solange Cuchi                                                 | Telefe        |
| 2009 | Revelaciones                     | Roxana "Roxi" Pérez                                                          | Canal 13      |
| 2011 | Proyecto aluvión                 | Rosa (Episodio: "El pulqui")                                                 | Canal 9       |
| 2012 | Duro de domar                    | Panelista invitada                                                           | Canal 9       |
| 2013 | Historias de corazón             | Raquel (Episodio: "Apenas sesenta")                                          | Telefe        |
| 2014 | Viudas e hijos del rock and roll | Florencia "Flor" (1 episodio)                                                | Telefe        |
| 2016 | Nafta Súper                      | La Jabru / Zatanna                                                           | Space / I.Sat |
| 2018 | Showmatch                        | Participación especial                                                       | Canal 13      |
| 2020 | Casi feliz                       | Ana                                                                          | Netflix       |

### Cine
| Año  | Título                    | Personaje       | Dirección       |
| ---- | ------------------------- | --------------- | --------------- |
| 2009 | El niño pez               | Ailín, la Guayi | Lucía Puenzo    |
| 2010 | Eva & Lola                | Lola            | Sabrina Farji   |
| 2012 | Ni un hombre más          | Nina            | Martín Salinas  |
| 2013 | Rouge amargo              | Cyntia          | Gustavo Cova    |
| 2016 | El encuentro de Guayaquil | Rosa            | Nicolas Capelli |

## Discografía
- 2003: "Femme" - EMI ODEON
- 2003: "Ahora" (sencillo) - EMI ODEON
- 2003: "Latino" (sencillo) - EMI ODEON
- 2004: "Tu y yo" (sencillo) EMI ODEON
- 2006: "Rompéme" (sencillo) - EMI ODEON
- 2018: "NSYSV" (no soy yo sos vos) (single)

## Premios y nominaciones
| Año  | Premio                               | Categoría                       | Resultado |
| ---- | ------------------------------------ | ------------------------------- | --------- |
| 2003 | MTV Video Music Awards Latinoamérica | Mejor artista nuevo (Argentina) | Nominada  |
| 2003 | Premios Clarín                       | Mejor artista pop nuevo         | Ganadora  |